# 李本公
李本公（1946年—），河北昌黎人，汉族，中华人民共和国政治人物、第十一届全国人民代表大会黑龙江地区代表。
毕业于北京语言学院外语系西班牙语专业，是中共党员。2008年，担任十一届全国人大财政经济委员会委员，民政部原党组成员，中国老龄协会原会长，全国老龄工作委员会办公室原常务副主任。